# Марі-Шарль-Сезар де Латур-Мобур де Фе
Марі-Шарль-Сезар де Латур-Мобур де Фе (*Marie Charles César Florimond de Faÿ, 11 лютого 1757 —†28 травня 1831) — французький військовий та політичній діяч часів Першої імперії, реставрації Бурбонів.

## Життєпис
Народився 1768 року у м.Ла-Мотт-де-Галор. Походив з аристократичній родині Клода-Флорімона де Фе. Дитинство провів у родинному замку Мобур. Як у всі в його родинні обрав військову кар'єру. Замолоду був зарахований до армії й вже у 1780 році призначається командиром Суассонського полку. Того ж року стає кавалером ордену Святого Людовика.
У 1789 році обирається депутатом Генеральних штатів від стану дворян від Пюї-ан-Веле. Він підтримував ревоюційні зрушення. Самостійно відмовився від дворянських пільг. Незабаром стає депутатом Національних зборів. Виступав за ліквідацію феодальних інституцій. У 1791 році після невдалої втечі короля Людовика XVI Латур-Мобур запропонував текст присяги на вірність національним зборам, порушникові якої загрожувала страта. разом з тим Латур-Мобур не бажав повалення монархії, виступаючи за конституційну її форму.
6 липня 1791 року його було призначено командиром полку у Меці, який був частиною армії маркіза Лафайєта. В умовах вторгнення австрійських та прусських військ Латур-Мобур виступав за припинення військових дій. Проте після повалення у 1792 році монархії втік до Голландії. Тут Латур-Мобур був затриманий й тривалий час знаходився у різних в'язницях: Лаксембургу, Магдебургу, Оломуцу. Лише завдяки маршалові Бройлю він отримав звільнення. Повернувся до Франції лише після заколоту 18 Брюмера 1799 року.
Деякий час він займався відновленням фамільного замку. У 1798 році обирається до Законодавчого корпусу. У 1801 році обирається до Сенату. У 1804 році отримує Орден Почесного легіону, того ж року стає його кавалером. У 1807 році займався організацією гарнізонів у низці міст Нормандії, у 1808 році призначається військовим губернатором Шербура. У 1810 році був спеціальним комісаром у департаментах нижньої течії Луари. У 1812 році займався підготовкою резервів для війни з Росією. У 1813 році був відповідальним за оборону Нормандії.
Після падіння Наполеона I вірно служив династії Бурбонів. Отримує звання генерал-лейтенанта. військового комісара Прованса. 4 червня 1814 року стає пером Франції (нагородив його Людовик XVIII) Під час Ста днів підтримав Наполеона Бонапарта. Від нього також отримав перство. Після поразки французів при Ватерлоо. Запропонував оголосити сина Бонапарта імператором Наполеоном II.
Після другої реставрації Бурбонів був позбавлений перства. Втім у 1819 році Латур-Мобур відновили пером Франції. У 1822 році стає інспектором кавалерії. У 1824–1826 роках був генерал-інспекторо піхоти у 6,7 та 9 військових округах. Помер 28 травня 1831 року.

## Родина
Дружина — Марія-Генрієта-Шарлота-Фенелес Піно (1760–1837)
Діти:
- Юст-Флорімон-Понс (1781–1837)
- Адель (1783–1811)
- Флорімон-Альфред-Луїс (1784–1809)
- Рудольф (1787–1871)
- Стефані-Марі-Флорімон (1790–1868)
- Елеонора (1799–1831)
- Шарль (1801–1845)